# Breathless (musikalbum)
Breathless är ett musikalbum av Camel, lanserat 1978 på Decca Records. Det var gruppens sjätte studioalbum, och det sista med keyboardisten Peter Bardens och sångaren och basisten Richard Sinclair.

## Låtlista
(kompositör inom parentes)
1. "Breathless" (Andrew Latimer, Peter Bardens, Andy Ward) – 4:21
2. "Echoes" (Latimer, Bardens, Ward) – 7:21
3. "Wing and a Prayer" (Latimer, Bardens) – 4:46
4. "Down on the Farm" (Richard Sinclair) – 4:25
5. "Starlight Ride" (Latimer, Bardens) – 3:26
6. "Summer Lightning" (Latimer, Sinclair) – 6:10
7. "You Make Me Smile" (Latimer, Bardens) – 4:18
8. "The Sleeper" (Latimer, Bardens, Ward, Mel Collins) – 7:08
9. "Rainbow's End" (Latimer, Bardens) – 3:01

## Listplaceringar
- Billboard 200, USA: #134[1]
- UK Albums Chart, Storbritannien: #26[2]